# Wilhelm Ferdinand Kalle

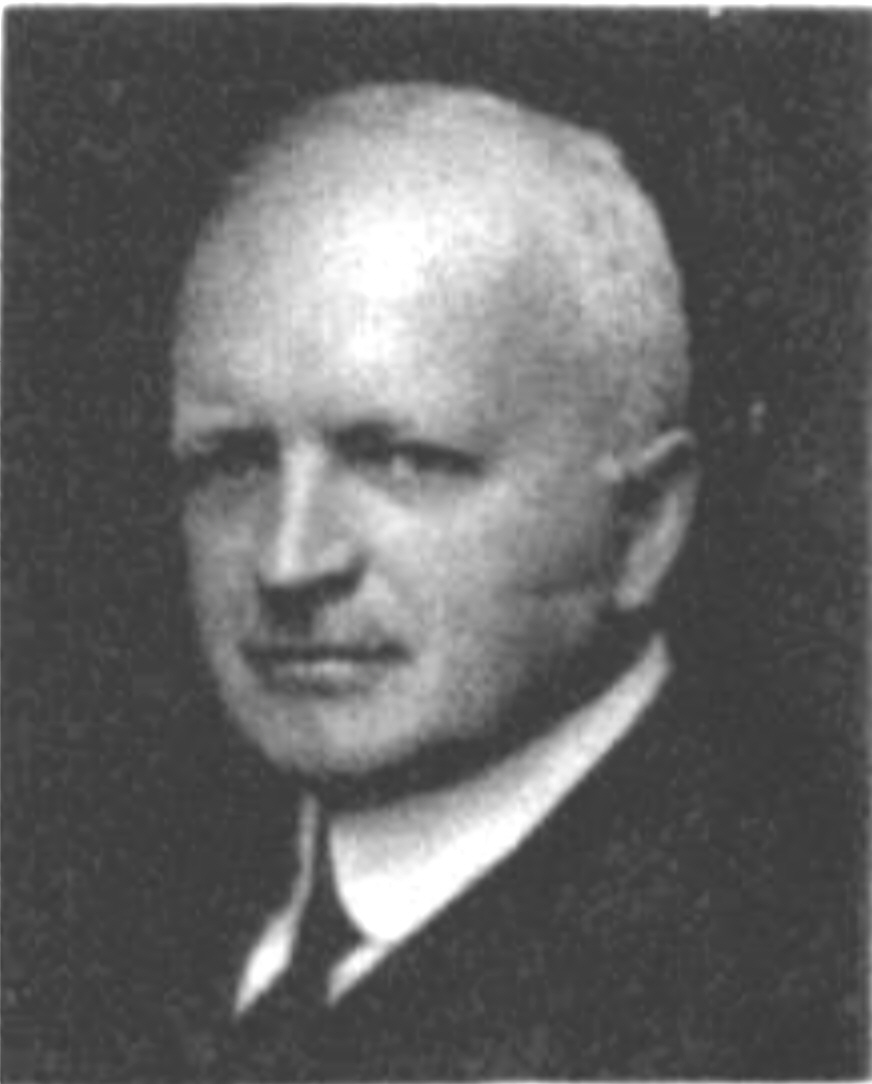
Wilhelm Kalle jun. (1904)

Wilhelm Jakob Ferdinand Kalle (* 19. Februar 1870 in Biebrich am Rhein; † 7. September 1954 in Wiesbaden) war ein deutscher Chemiker, Unternehmer und Politiker (DVP). Er war langjähriger Generaldirektor der Chemischen Fabrik Kalle sowie Parlamentarier im preußischen Landftag und im Reichstag.

## Leben

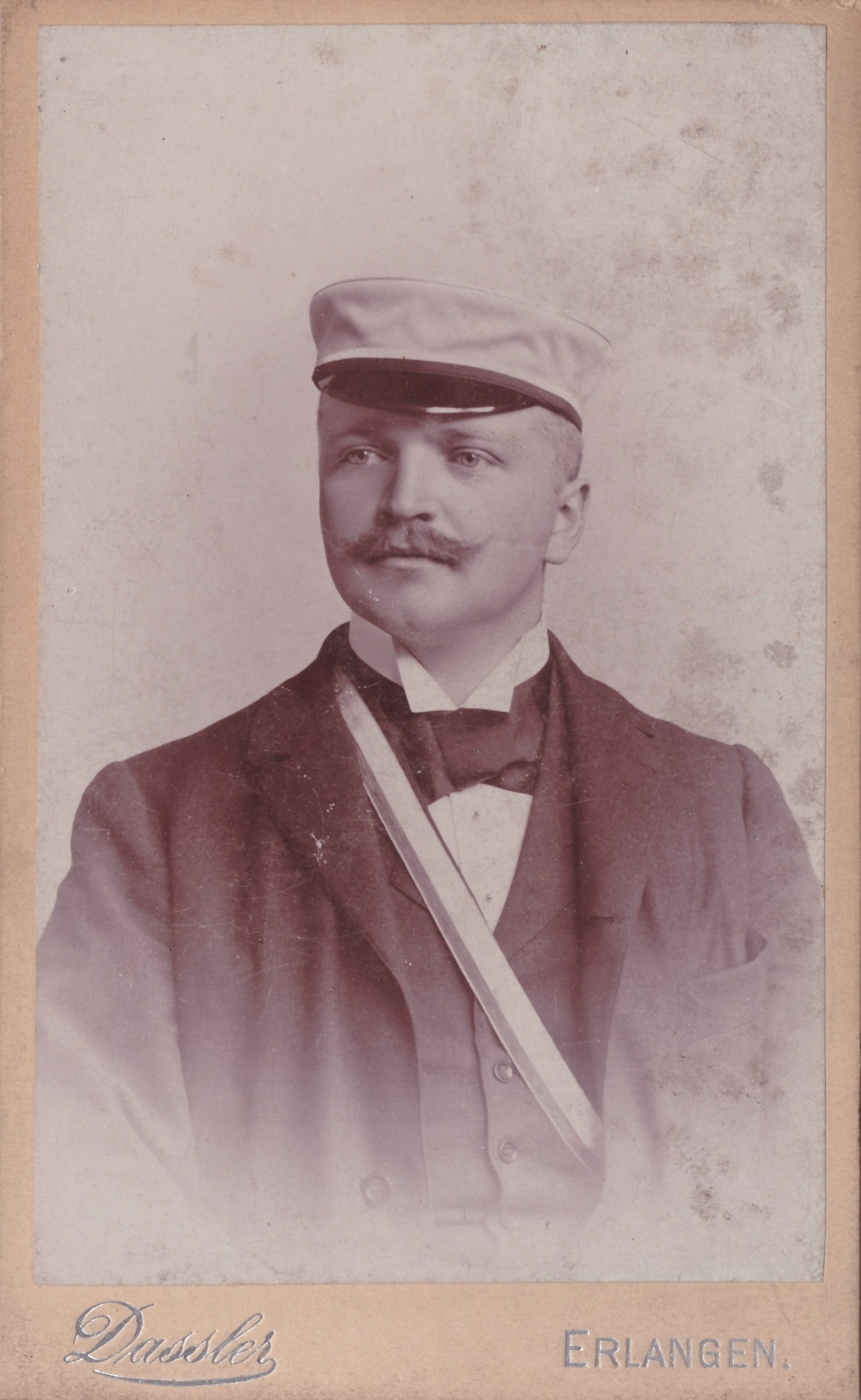
Kalle als Student in Erlangen, 1894

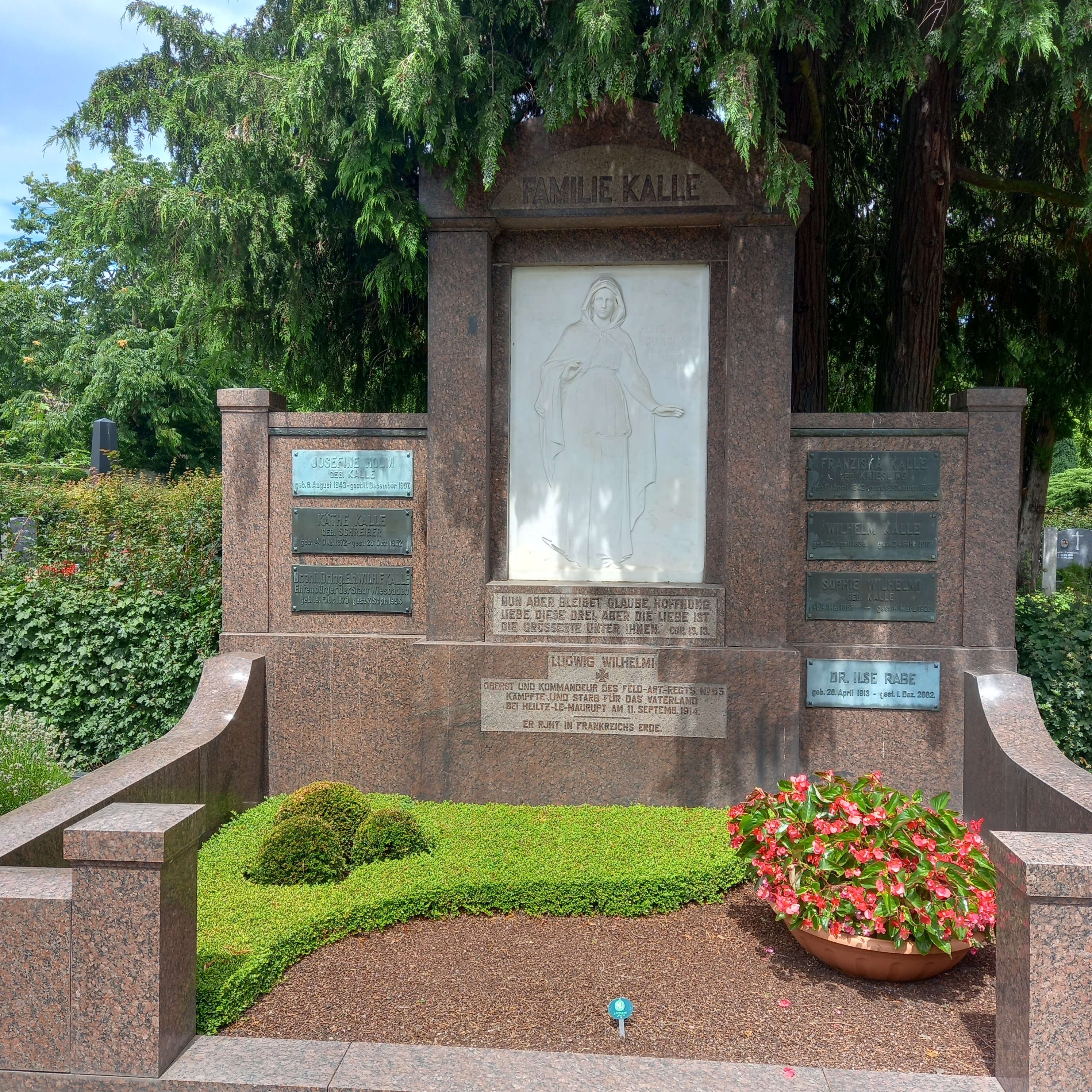
Das Grab von Wilhelm Ferdinand Kalle und seiner Ehefrau Käthe geborene Schreiber im Familiengrab auf Friedhof Biebrich in Wiesbaden

Kalle wurde als Sohn des Chemiefabrikanten Wilhelm Kalle geboren. Sein Cousin war der Offizier und Politiker Arnold Kalle. Nach dem Besuch der Realschule in Biebrich und des Gymnasiums in Wiesbaden studierte er an der Universität Genf und der Kaiser-Wilhelms-Universität Straßburg, wo er Mitglied des Corps Rhenania wurde. Als Inaktiver studierte er an der Friedrich-Alexander-Universität Erlangen und der Technischen Hochschule Dresden Chemie. Nach seinen Promotionen in den Fächern Naturwissenschaften und Ingenieurwissenschaften wurde er 1897 Teilhaber der Chemischen Fabrik Kalle & Co. in Biebrich. Mit der Umwandlung des Familienunternehmens in eine Aktiengesellschaft wurde Kalle 1904 Generaldirektor. Nach der Eingliederung in die I.G. Farben wechselte er zum 1. Januar 1926 in den Verwaltungsrat der I.G. Farben und übernahm gleichzeitig den Vorsitz im Aufsichtsrat von Kalle.
Neben seiner unternehmerischen Tätigkeit war Kalle auch politisch engagiert. Nach dem Ersten Weltkrieg trat er in die von Gustav Stresemann gegründete Deutsche Volkspartei (DVP) ein. Ab 1919 gehörte er für diese dem preußischen Landtag an. Anschließend saß er von 1924 bis 1932 im Reichstag. Er war Chef des sogenannten Kalle-Kreises, dem 1922 oder 1923 gegründeten informellen Lobby-Verein der I.G. Farben zur Parteienfinanzierung in der Weimarer Republik.
Während des Zweiten Weltkriegs verriet er Zyklon-B-Entwicklungen innerhalb der I.G. Farben über Erwin Respondek an die USA. Er wurde daher im I.G.-Farben-Prozess nicht angeklagt. Im Jahr 1951 zog er aus seinem bisherigen Wohnort Tutzing nach Wiesbaden, wo er auch starb. 
Sein schriftlicher Nachlass befindet sich im Stadtarchiv Wiesbaden, im Bestand WA 3 – Werksarchiv Kalle-Albert.

## Ehrungen
- 1913: Ehrendoktorwürde der Technischen Hochschule Dresden (als Dr.-Ing. E. h.)
- 1923: Ehrendoktorwürde der Technischen Hochschule München (als Dr.-Ing. E. h.)[7]
- Ehrenmitglied des Corps Rhenania Straßburg
- 1953: Ehrenbürgerwürde der Stadt Wiesbaden